# Sphecodes brachycephalus
Sphecodes brachycephalus là một loài Hymenoptera trong họ Halictidae. Loài này được Mitchell mô tả khoa học năm 1956.

## Hình ảnh

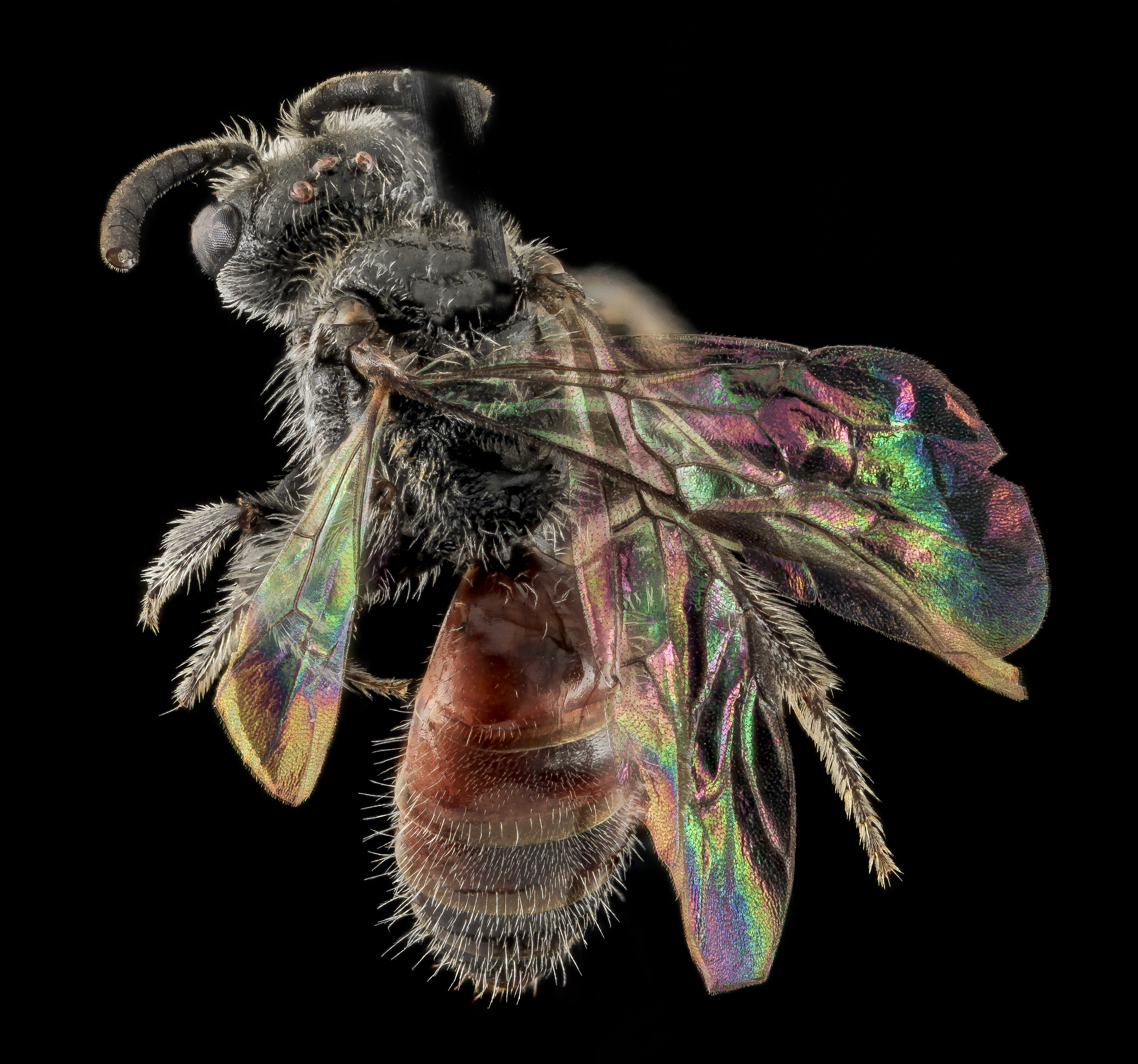
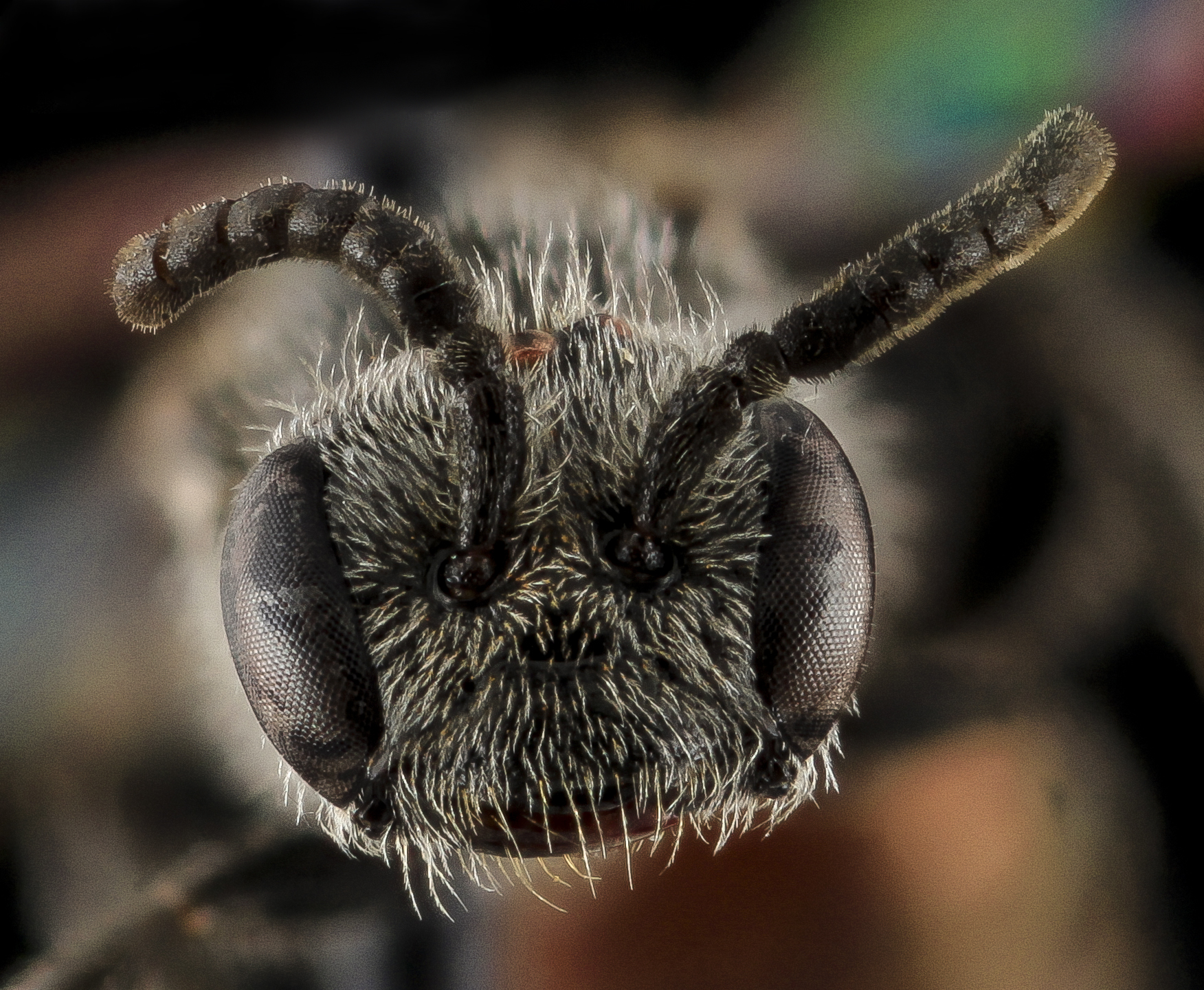